# Tanja Kinkel
Tanja Kinkel (Bamberg, 27 de septiembre de 1969) es una escritora alemana, conocida como autora de novelas históricas. Vive en Múnich.

## Biografía
Kinkel creció en Bamberg y empezó a escribir cuentos y poemas a la edad de ocho años. En 1978 ganó un premio de literatura juvenil y en 1979 escribió su primera novela. En 1987 obtuvo el primer lugar. Premio en el Concurso de Literatura Juvenil de Franconia al mejor texto individual.
Después de graduarse en el Gimnasio Kaiser-Heinrich de Bamberg, comenzó a estudiar alemán, teatro y comunicación en la Universidad Ludwig Maximilians de Múnich en 1988. En 1991, Kinkel recibió una beca en la Universidad de Televisión y Cine de Múnich, que utilizó para estudiar escritura de guiones. A esto le siguió en 1992 un premio de patrocinio del Estado Libre de Baviera para jóvenes escritores. Ese mismo año fundó la asociación registrada «Pan y Libros», que promueve la educación de los niños en África, Alemania y la India. En 1995 fue patrocinada por el Ministerio del Interior alemán en la «Casa Baldi» en Olevano Romano cerca de Roma y en 1996 recibió una beca en la Villa Aurora en Los Ángeles.
En 1997 se doctoró con una tesis sobre la obra de Lion Feuchtwanger. En 2001 fue miembro fundador de la Sociedad Internacional Feuchtwanger en Los Ángeles. Desde 2001 formó parte del consejo asesor del club del libro Bertelsmann hasta su disolución a finales de 2002.
En 2002 fue declarada embajadora de la ciudad de Bamberg.
Kinkel es miembro del Centro PEN Alemania y de la Asociación Federal de Autores Jóvenes (BVjA). Desde 2004 es miembro de la Sociedad de Escritores de la Torre de Múnich.
En 2006, el Ministerio de Educación, Cultura, Ciencia y Arte del Estado de Baviera la nombró miembro del consejo de administración de la Casa de Artistas Internacionales Villa Concordia en Bamberg. Ese mismo año, Kinkel fue reconocido como un triunfador creativo en la exposición 100 mentes del mañana.
En 2007 se convirtió en patrocinadora de la Asociación Federal de Hospicios para Niños.
A finales de 2002 participó en un homenaje a La historia interminable de Michael Ende. El resultado del examen del mundo fantástico de Ende fue la novela El rey de los tontos, publicada en 2003. En 2015, con El sueño de la razón, se dedicó por primera vez a un tema del pasado reciente, el otoño alemán de 1977.
En 2017, Kinkel era empleada de torre en la pequeña ciudad de Abenberg, en Franconia Central, y fue la primera mujer en ocupar este puesto. Como resultado de su trabajo allí, publicó el volumen de cuentos Voces de Abenberg. También en 2017, la adaptación cinematográfica de su tercera novela, The Puppeteers, se emitió en dos partes por ARD. En 2020, el proveedor de audiolibros Audible publicó The Prison Doctor, su primera serie de historias diseñada exclusivamente para audio.
Desde 2015 es profesora invitada en la Universidad de Zúrich; Trabajo docente del módulo «Historia y Medios: Cómo llega la Historia a los Medios».
Desde 2018 es profesora invitada en la Universidad de Televisión y Cine (HFF) de Múnich; en el trabajo docente «Investigación».
Desde diciembre de 2019 es presidente de la Sociedad Internacional Feuchtwanger, en Los Ángeles.

## Obras

### Novelas
- Wahnsinn, der das Herz zerfrißt [Locura que carcome el corazón]. Goldmann Verlag Múnich 1990, ISBN 978-3-44209-729-6.
- Die Löwin von Aquitanien [La Leona de Aquitania]. Goldmann Verlag Múnich 1991, ISBN 978-3-44241-158-0.
- Die Puppenspieler [Los Titiriteros]. Goldmann Verlag Múnich 1993, ISBN 978-3-44242-955-4.
- Mondlaub [La luna se va]. Goldmann Verlag, Múnich 1995, ISBN 978-3-44242-233-3.
- Die Schatten von LaRochelle [Las sombras de LaRochelle]. Goldmann Verlag Múnich 1996, ISBN 978-3-44244-084-9.
- Die Prinzen und der Drache [Los Príncipes y el Dragón]. cbj Stuttgart 1997, ISBN 978-3-57026-003-6.
- Unter dem Zwillingsstern [Bajo la estrella Géminis]. Blanvalet Verlag 1998, ISBN 978-3-76452-559-0.
- Die Söhne der Wölfin [Los hijos de la loba]. Blanvalet Verlag Múnich 2000, ISBN 978-3-76452-560-6.
- Der König der Narren [El rey de los tontos]. Múnich 2003, ISBN 978-3-40102-462-2.
- Götterdämmerung [El crepúsculo de los dioses]. Droemer Knaur Fráncfort 2004, ISBN 978-3-42662-816-4.
- Venuswurf [El lanzamiento de Venus]. Knaur edición de bolsillo Múnich 2006, ISBN 978-3-42663-506-3.
- Säulen der Ewigkeit  [Pilares de la eternidad]. Knaur edición de bolsillo Múnich 2008, ISBN 978-3-42651-225-8.
- Im Schatten der Königin [A la sombra de la reina]. Droemer Knaur Múnich 2010, ISBN 978-3-42619-817-9.
- Das Spiel der Nachtigall [El juego del ruiseñor]. Droemer Knaur Múnich 2011, ISBN 978-3-42619-818-6.
- Verführung [Seducción]. Knaur edición de bolsillo Múnich 2013, ISBN 978-3-42651-287-6.
- Manduchai, die letzte Kriegerkönigin [Manduchai, la última reina guerrera]. Droemer Knaur Múnich 2014, ISBN 978-3-42630-489-1.
- Schlaf der Vernunft [El sueño de la razón]. Droemer Knaur Múnich 2015, ISBN 978-3-42619-967-1.
- Grimms Morde [Los asesinatos Grimm]. Droemer Knaur Múnich 2017, ISBN 978-3-42630-661-1.
- Die Friedensforscherin [El investigador de la paz]. Perry-Rhodan-Storys (libro electrónico, EPUB), Rastatt 2021, ISBN 978-3-84535-156-8.

### Cuentos
- 2017 Stimmen aus Abenberg [Voces de Abenberg]

#### Obras de teatro
- 2002: estreno del drama Gottesurteil [El juicio de Dios] en la plaza de la catedral de Bamberg
- 2007 Ihr sollt dem Kaiser geben, was des Kaisers ist [Darle al emperador lo que es del emperador] y Bitte für uns Sünder [Reza por nosotros pecadores]

### Audiolibro
- 2020 Die Gefängnisärztin [La médico de la prisión], serie de audiolibros de Audible

## Premios
- 2000: Premio de Cultura de la Economía de la Alta Franconia (IHK de la Alta Franconia)
- 2009: Premio Social Martinsmantel de la Asociación San Miguel por la fundación de la Asociación Pan y Libros .
- 2014: Premio de Cultura de la Fundación de Alta Franconia
- 2015: Homero de oro en la categoría biografía por MManduchai – die letzte Kriegerkönigin
- 2018: Premio E.T.A. Hoffmann la ciudad de Bamberg[7]
- Orden del Mérito de Baviera 2021

## Literatura
- Lutz Backes : Tanja Kinkel. En : Fränkische Köpfe, von Albrecht Dürer bis Markus Söder . Ph. CW Schmidt, Neustadt an der Weinstraße a.d. Aisch 2022, ISBN 978-3-87707-256-1, página 122 y siguientes.